# Whitehall (Míchigan)
Whitehall es una ciudad ubicada en el condado de Muskegon en el estado estadounidense de Míchigan. En el Censo de 2010 tenía una población de 2706 habitantes y una densidad poblacional de 275,82 personas por km².

## Geografía
Whitehall se encuentra ubicada en las coordenadas 43°24′2″N 86°20′23″O / 43.40056, -86.33972. Según la Oficina del Censo de los Estados Unidos, Whitehall tiene una superficie total de 9.81 km², de la cual 8.09 km² corresponden a tierra firme y (17.58%) 1.72 km² es agua.

## Demografía
Según el censo de 2010, había 2706 personas residiendo en Whitehall. La densidad de población era de 275,82 hab./km². De los 2706 habitantes, Whitehall estaba compuesto por el 94.97% blancos, el 1.37% eran afroamericanos, el 0.55% eran amerindios, el 0.52% eran asiáticos, el 0.11% eran isleños del Pacífico, el 0.52% eran de otras razas y el 1.96% pertenecían a dos o más razas. Del total de la población el 2.73% eran hispanos o latinos de cualquier raza.